# On the Waters
| Recensione | Giudizio |
| ---------- | -------- |
| AllMusic   | [ 2 ]    |

On the Waters è il secondo album in studio del gruppo rock statunitense Bread, pubblicato nell'agosto del 1970.
L'album raggiunse la posizione numero dodici della Chart The Billboard 200, mentre il singolo Make It with You fu numero uno nella The Billboard Hot 100.

## Tracce
Lato A
1. Why Do You Keep Me Waiting – 2:29 (James Griffin, Robb Royer)
2. Make It with You – 3:15 (David Gates)
3. Blue Satin Pillow – 2:26 (David Gates)
4. Look What You've Done – 3:10 (James Griffin, Robb Royer)
5. I Am That I Am – 3:18 (James Griffin, Robb Royer)
6. Been Too Long on the Road – 4:49 (David Gates)

Lato B
1. I Want You with Me – 2:48 (David Gates, James Griffin)
2. Coming Apart – 3:25 (James Griffin, Robb Royer)
3. Easy Love – 2:26 (James Griffin, Robb Royer)
4. In the Afterglow – 2:34 (David Gates)
5. Call on Me – 4:00 (James Griffin, Robb Royer)
6. The Other Side of Life – 2:02 (David Gates)

## Formazione
- David Gates - voce, chitarra, basso, tastiere, violino
- James Griffin - voce, chitarra, basso, tastiere
- Robb Royer - chitarra, basso, tastiere, cori
- Mike Botts - batteria, percussioni

Note aggiuntive
- David Gates, James Griffin e Robb Royer - produttori
- David Gates - supervisore alla produzione e arrangiamenti
- Registrazioni effettuate al Sound Recorders di Hollywood, California[6]
- Armin Steiner - ingegnere delle registrazioni
- Ed Caraeff - fotografie
- William S. Harvey - art direction
- Robert L. Heimall - design